# 1875年至1876年英格蘭足總盃
1875-76球季英格蘭足總盃（英語：1875-76 FA Cup），是第5屆英格蘭足總盃，今屆賽事的冠軍是流浪隊，他們在決賽以3:0（重賽）擊敗老伊頓人，奪得冠軍。本屆賽事繼續在橢圓體育場舉行。
老伊頓人在上季同樣殺入決賽，均落敗而回。

## 外部連結
- 英格蘭足總盃官網Archive-It的存檔，存档日期2012-04-24
- 英格蘭足總盃 歷屆冠軍（页面存档备份，存于）